# Trasamundo
Trasamundo (em latim: Thrasamundus; em grego medieval: Θρασαμουνδος) foi rei dos vândalos e alanos entre 496 e 523, sucedendo ao irmão Guntamundo. Buscou alianças com o Império Bizantino e Teodorico, o Grande, rei dos ostrogodos, contraindo matrimônio com a irmã deste, Amalafrida. Faleceu em 6 de maio de 523 e foi sucedido pelo primo Hilderico.